# Erin Cummings
Erin Lynn Cummings (Huntsville, 19 de julho de 1977) é uma atriz norte-americana. ela apareceu nas séries de TV Star Trek: Enterprise, Charmed, Dante's Cove, The Bold and the Beautiful, Cold Case, Dollhouse e Spartacus: Blood and Sand.

## Filmografia
| Filmes      | Filmes                           | Filmes                           | Filmes       |
| Ano         | Título Original                  | Título (Brasil)                  | Papel        |
| ----------- | -------------------------------- | -------------------------------- | ------------ |
| 2003        | The Analysts                     | The Analysts                     | Noelle       |
| 2004        | Hollywood the Hard Way           | Hollywood the Hard Way           | Tori Welsh   |
| 2004        | Golf Cart Driving School         | Golf Cart Driving School         |              |
| 2006        | Tomorrow's Yesterday             | Tomorrow's Yesterday             | Janice       |
| 2006        | After Midnight: Life Behind Bars | After Midnight: Life Behind Bars | Crystal      |
| 2007        | Rolling                          | Rolling                          | Lexa         |
| 2007        | A New Tomorrow                   | A New Tomorrow                   | Madonna      |
| 2008        | Welcome Home, Roscoe Jenkins     | O Bom Filho à Casa Torna         | Sally        |
| 2008        | Oh Baby!                         | Oh Baby!                         | Caroline     |
| 2009        | The Anniversary                  | The Anniversary                  | Eve          |
| 2009        | Dark House                       | Dark House                       | Paula Clark  |
| 2009        | Bitch Slap                       | Bitch Slap                       | Hel          |
| 2010        | Scorpio Men on Prozac            | Scorpio Men on Prozac            | Anne         |
| Séries      |                                  |                                  |              |
| Ano         | Título                           | Papel                            | Episódios    |
| 2003        | Jornada nas Estrelas: Enterprise | Prostituta                       | 1 episódio   |
| 2005        | Passions                         |                                  | 10 episódios |
| 2005        | Threshold                        | Jen                              | 1 episódio   |
| 2006        | Charmed                          | Patra                            | 1 episódio   |
| 2006        | Dante's Cove                     | Michelle                         | 5 episódios  |
| 2007        | The Bold and the Beautiful       | Ann Lloyd                        | 2 episódios  |
| 2008        | Cold Case                        | Rita Flynn                       | 1 episódio   |
| 2009        | Dollhouse                        | Atendente/Funcionária            | 3 episódios  |
| 2009        | Nip/Tuck                         | Jessie                           | 1 episódio   |
| 2010        | Spartacus: Blood and Sand        | Sura                             | 7 episódios  |
| 2010        | Mad Men - Inventando Verdades    | Candace                          | 2 episódios  |
| 2010 / 2011 | Detroit 1-8-7                    | Dra. Abbey Ward                  | 17 episódios |